# Funkcionális ruházat

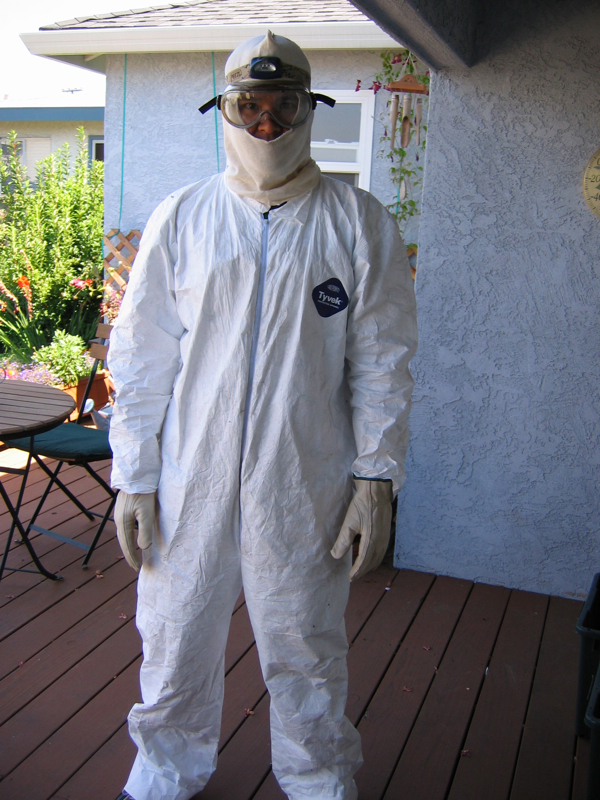
A funkcionális ruházat egy jellegzetes típusa: kelméje és ruhaipari kivitele tökéletesen szigetel mindenféle szilárd és folyékony vegyszer behatolása ellen, ugyanakkor lélegzőképes.

A funkcionális ruházat olyan ruházati termék, amely a ruházattal szemben hagyományosan támasztott általános igényeken felül (a test takarása, védelme a külső környezeti hatások ellen, emellett az esztétikai igények kielégítése) bizonyos speciális viselési vagy védelmi követelményeknek hangsúlyozottan tesz eleget és ezzel megnöveli a termék használati értékét. A funkcionális ruházati termékek általában különféle innovatív textíliák felhasználásával készülnek, amelyeknek épp az a sajátossága, hogy bizonyos tulajdonságaik meghaladják a szokványos textilanyagokét.
A funkcionális ruházati termékeket ma elsősorban sportoláshoz, munkahelyi védőruhákhoz és a fegyveres testületek ruházatához fejlesztették ki és használják. Fejlesztésükhöz nagymértékben hozzájárul az űrutazással kapcsolatban felmerült speciális igényeket kielégítő megoldások elterjedése a polgári életben.

## Elvárt funkciók
A funkcionális ruházattal szemben különböző funkciók teljesítését várják el, aszerint, hogy milyen célt szolgálnak. Néhány példa:
- A különlegesen hideg környezetben tevékenykedő ember ruházatának fokozott melegtartó képességűnek kell lennie. A jó melegtartó képességet a szerkezet nagyobb levegőtartalmával érik el, minthogy a levegő igen jó hőszigetelő. Szükség esetén a ruházaton belül külön fűtést is alkalmaznak.

- A különlegesen meleg környezetben tevékenykedő ember ruházatának jól szellőzőnek kell lennie. Ehhez jó légáteresztő képességű textíliákat alkalmaznak, a meleg levegő elvezetésére szolgáló járatokat alakítanak ki. Szükség esetén a ruházatba külön hűtőrendszert építenek be.

- Az izzadság elvezetésére az alsóruházat számára speciális kelmeszerkezetet alakítanak ki, amely a testtel közvetlenül érintkező felületén nem nedvszívó, de kapillárisaival kivezeti a nedvességet a külső felületre, ahonnan az elpárologhat. Így a bőr állandóan száraz textilfelülettel érintkezik.

- Különböző sportok speciális kivitelű ruházatokat igényelnek, amelyek célja a nagyobb sportteljesítmény elősegítése, egyrészt a sportoló erőkifejtésének, állóképességének fokozásával, másrészt a külső tényezők kedvező befolyásolásával (pl. a lég- vagy vízellenállás csökkentésével), továbbá azzal a céllal, hogy a sportolókat védjék esetleges sérüléseiktől vagy egy baleset hatását csökkentsék (pl. motorsport-ruházat).

- A tűzoltóknak olyan ruházatra van szükségük, amely nem csak a hő, hanem a láng ellen is véd. Erre a nem gyúlékony, lángmentes textilanyagok felelnek meg.

- Vegyi anyagokkal vagy sugárzó anyagokkal dolgozó embereknek olyan védőruhát kell viselniük, amely anyagában és formai kialakításában egyaránt meggátolja, hogy a káros vegyi anyagok ill. sugárzások a test felületére vagy a szervezetbe bejussanak.

- A katonák által terepen viselt funkcionális felsőruházatot az adott környezethez alkalmazkodó álcázó mintázattal látják el, továbbá olyan színezékkel színezik, amely az infravörös sugárzást is elnyeli, hogy a katona hőkamerával se legyen felfedezhető, továbbá esetenként még arra is gondolnak, hogy a ruhadarab ne tépőzárral vagy húzózárral záródjon, mert annak használata zajt kelt – inkább egyszerű gombolást alkalmaznak. Mindemellett védeniük kell a hideg ill. meleg, a csapadék, a mechanikai behatások (lövedékek, repeszek, szúrás, ütés, vágás stb.) ellen is.

- Mindezek mellett a funkcionális ruházatnak kényelmesnek kell lennie, nem gátolhatja a testmozgást, és amennyiben nem egyszer használatos ruhadarabról van szó, könnyen tisztíthatónak és lehetőleg gyorsan száradónak kell lennie. Az egyszer használatos ruhadarabnak viszont lebomló vagy újra hasznosítható anyagból kell készülnie.

## A funkcionális ruházatok fajtái
A funkcionális ruházatok a következőképpen csoportosíthatók:
1.	Ruházatok védelmi funkciók ellátására
- Védelem a környezeti hatások ellen. – Védelem különlegesen hideg vagy meleg környezet, szél, eső, hó, por, UV sugárzás ellen.
- Védelem biológiai, vegyi és sugárzások okozta hatások ellen. – Védelem a szervezetre káros mikrobáknak vagy anyagoknak (gázoknak, folyadékoknak, szilárd szennyezőanyagoknak vagy radioaktív sugárzó részecskéknek) a szervezetbe való behatolása (belélegzése) ellen vagy az azokkal való bőrérintkezés ellen; védelem az elektromágneses sugárzás hatásai ellen.
- Védelem mechanikai sérülések ellen. – Védelem ütés, vágás, szúrás ellen.

2.	Ruházatok egészségügyi, gyógyászati funkciók ellátására.
- Gyógyászati funkciók. – Szorító hatású ruhadarabok a nyirok- és véredények betegségeinek, valamint égési és más súlyos sebeknek a kezelésére; a bőrrel közvetlenül érintkező ruhadarabok anyagában gyógyító hatású szerek elhelyezésével a bőrön át történő gyógyszerezés.
- A szervezet működését érzékelő funkciók. – A szervezet fiziológiai paramétereinek (pulzus, vérnyomás, lélegzés, a vér oxigéntartalma, testhőmérséklet stb.) érzékelése és adatainak továbbítása a megfigyelőhöz.

3.	A sporteredmények javítását célzó funkciókat ellátó ruházatok. – A teljesítőképesség növelését, a kifáradás lassítását, a közegellenállás csökkentését célzó funkciók.
- A sportoló általános közérzetét javító megoldások (jó szellőzőképesség, az izzadság elvezetése).
- A sportoló egészségének védelme (boka- és térdszorítók, térd- és könyökvédők, túl hideg levegő közvetlen belélegzését akadályozó maszkok stb.).
- A testre szorosan ráfeszülő ruhadarabok a légellenállás csökkentésére.
- Speciális kialakítású zoknik futó atléták számára, amely a lehető legjobban kíméli a lábat.

4.	Ruházatok többféle funkció egyidejű ellátására. – A felsorolt funkciók kombinációját jelentő megoldások.
5.	Alakformáló ruházatok. – Céljuk a test bizonyos részeinek tetszetősebb megjelenítése, kellemesebb érzet keltése.
6.	Speciális ruházatok. – Gyermekek, öregek és korlátozott képességűek számára készült speciális termékek.

## A funkcionális ruházatok fontosabb textilanyagai

### A viselési kényelem fokozása

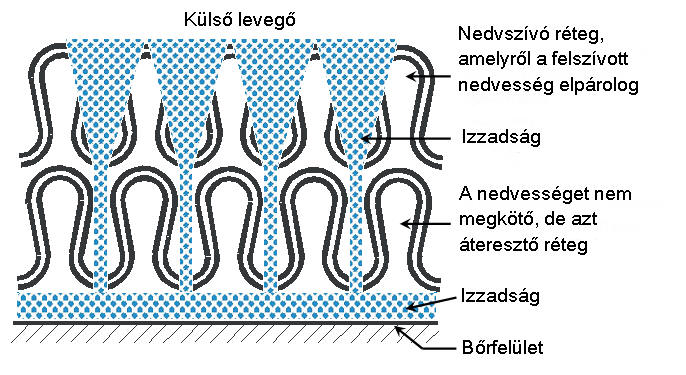
Kötött kelme vázlata, amely az izzadságnak a bőrfelületről való távozását segíti

A ruházat viselési kényelme egyrészt annak alaki kialakításán (a megfelelő szabáson és méretezésén), másrészt a ruházat belsejében kialakuló klímán múlik. Az alsó- és a testtel közvetlen érintkező sportruházatok céljára főként a kötöttáruk kedvezők. Az összekapcsolódó szemekből álló kelmékben a fonalak hajtogatottan helyezkednek el, így rendkívül hajlékony és rugalmas textilszerkezet alakul ki. Az így készített termék kedvező viselési kényelemmel rendelkezik, rásimul a testre, mozgásait teljesen követi. A komfortérzethez azonban az is hozzátartozik, hogy a fokozott erőkifejtés következtében keletkező izzadságot gyorsan és hatékonyan eltávolítsák a testfelületről. Az ebből a szempontból optimális textília kétrétegű – általában kötött – szerkezetből épül fel. A testfelülettel érintkező belső textilréteg olyan szálasanyagból készül, amely kimondottan víztaszító  (ilyen pl. a polipropilén), vagy alig nedvszívó (pl. poliészter), de a fonalszerkezet számos kapillárist tartalmaz, segítve a folyadék elvezetését. A külvilág felé eső kelmerészt ezzel szemben kiváló nedvességfelvevő szálasanyagból alakítják ki (pl. pamut, viszkóz stb.), így ez a testközeli anyagrétegből mintegy „átszívja” az izzadságot. Az ilyen felépítésű kelmék azért nyújtanak tökéletes komfortérzetet, mert a bőrrel érintkező textilfelület nem tudja tárolni a folyadékot, viselője nem érzi nedvesnek a ruházatát.

### A hőháztartás szabályozása
A jó közérzethez az szükséges, hogy a test állandóan 35–37 °C hőmérsékletű legyen. Ha a test és a környezet között nagy hőmérséklet-különbség áll fenn, a lehűlést ill. túlzott felmelegedést jó hőszigetelő ruházattal érhetjük el. A jó hőszigetelés legjobb eszköze a testet körülvevő ruházat levegőtartalma, mert a levegő igen jó hőszigetelő. Ezt célozza a többrétegű ruházkodás, a rétegek között elhelyezkedő levegővel és maguknak az egyes rétegeknek (toll- vagy szálasanyag-töltet) saját hőszigetelő képességével.

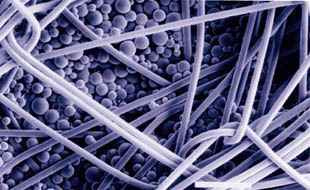
PCM kapszulák textilszálak között

Kisebb hőmérséklet-különbségek kiegyenlítésére szolgál a halmazállapot-váltó anyagok (Phase-Change Materials, PCM) beépítése a textilszálakba vagy azok közé. Ruházatok esetében leggyakrabban paraffint használnak erre a célra, amit 1 µm falvastagságú, 20–40 µm átmérőjű műanyag kapszulákba töltenek és ezeket 5–10% mennyiségben bekeverik a szálak közé. Amikor az anyag felmelegszik, a kapszulákba zárt paraffin megolvad és hőt vesz fel, vagyis elvonja a hőt a környezetétől, azaz hűt. Amikor a környezet lehűl, a paraffin ismét megszilárdul, vagyis hőt ad le, így környezetét melegíti. Ezzel a módszerrel 15–35 °C külső hőmérséklet tartományon belül állandósítani lehet a testközeli hőmérséklet állandóságát. Egy kísérlet tanúsága szerint például egy bolyhozott kötött kelméből készült dzsekiben 27–38 °C külső hőmérséklet-ingadozás mellett 32 °C belső hőmérséklet volt tartható.
A hideg ellen védő sport- és szabadidő-ruházatok alapanyagainál különleges szálasanyagok kifejlesztésével is foglalkoznak a szakemberek. Ilyen például egy olyan speciális poliészterszál, amelyet nanoméretű cirkónium-dioxid bevonattal látnak el. A cirkónium nagyon kemény fém. A cirkónium-dioxid bevonatú szálból készült ruházati termék csökkenti az emberi test infravörös kisugárzását (akár 1 °C-kal magasabb bőrhőmérséklet biztosítható), továbbá jelentősen véd a káros UV-sugárzástól is. Egy másik megoldásnál a textíliát alkotó szintetikus szálasanyagba bizonyos ásványi anyagrészecskéket kevernek be, amelyek visszaverik a bőrből érkező ún. távoli infravörös sugárzást, ezáltal jobban tartják a meleget.
Nagyobb hőmérséklet-különbségek kiegyenlítésére a ruházat anyagában hűtő ill. fűtő egységeket helyeznek el. A ruházat fűtésére a legelterjedtebb megoldás az elektromos fűtés. A ruházatba – gyakran már magába a kelmébe – szigetelt elektromos vezetékeket építenek be, amelyekbe elemekből vagy akkumulátorokból 12 V feszültségű áramot vezetnek. Az áram hatására a vezetékek felmelegszenek és fűtik a ruházat belsejét.
Egy másik megoldás fűtőtasakok alkalmazása a ruházatban, amelyek kémiai úton termelnek hőt. Ezeket a kis tasakokat többnyire kesztyűkben, lábbelikben, ruhazsebekben helyezik el. Töltésük fűrészporos kötőanyagba ágyazott vaspor, aktív szén, vermikulit és só. Levegővel érintkezve az oxigén olyan hőtermeléssel járó kémiai folyamatot indít el, amely akár órákon át is fennmarad és mintegy 40 °C hőmérsékletet biztosít.
Rendkívül nagy hideg ellen az aerogél töltet véd. A NASA által kifejlesztett, „megszilárdult füstnek” is nevezett aerogél szilikon alapú anyag, amelynek 95%-át nano méretű, levegővel kitöltött pórusok alkotják (sűrűsége ennélfogva rendkívül kicsi, 1,9 mg/cm³). Hőszigetelő képességére jellemző, hogy a Mars –130 °C hőmérsékletén is kellő hőszigetelést biztosít. Megoldották, hogy vékony aerogél réteggel bélelt ruházatok is gyárthatók legyenek, amelyek földi körülmények között igen jó szolgálatot tesznek pl. síruhák gyártásában.
A ruházat hűtésére több megoldást is kidolgoztak. Az egyik módszer az, hogy a testfelület nagy részére kiterjedő, kanyargós csővezetéket építenek bele, amelyben 7–16 °C hőmérsékletű hűtött vizet keringtetnek. Ilyen módon oldják meg például az űrhajósok ruházatának hűtését, amely önmagában egy összetett, bonyolult rendszer. Ennek mintájára „hétköznapi” megoldást is kifejlesztettek, amelyet alsóruházatba építenek be. Vékony műanyag csővezetéket erősítenek be a ruhadarabba, amelyben szivattyúval hideg vizet cirkuláltatnak. A szivattyút elemmel – vagy autóban az akkumulátor csatlakozóról – működtetett villamos motor hajtja. A testmelegtől felmelegedett vizet egy, a testre erősíthető kisméretű tartályban elhelyezett jég hűti le.
A csővezetékes hűtés hátránya, hogy szükség van egy meglehetősen nagyméretű keringtető és hőcserélő készülékre, amit a ruházathoz kell csatlakoztatni. Vannak azonban olyan megoldások is, amelyek a ruhadarabot (általában a testtel közvetlenül érintkező trikót és/vagy nadrágot) speciális anyagból állítják elő. Főleg atléták és teniszezők számára ajánlják például a titán tartalmú fonalból készült ún. Climachill ruházatot, amelynek a kelme testtel érintkező felületét apró alumíniumrészecskék borítják és ezek a fémek – jó hővezető képességük folytán – hűtik a testet Egy másik megoldás az Omni-Freeze Zero eljárás alkalmazása, elsősorban T- és pólóingekben. Itt a kelme anyagába apró, 3,8 mm átmérőjű, nedvszívó polimerből álló gyűrűket helyeznek el, amelyek nedvesség (azaz ez esetben az izzadság) hatására aktivizálódnak, megduzzadnak és – mivel ehhez energiát kell felhasználniuk – lehűlnek, ezzel hűtve a velük érintkező testfelületet is. Egy ilyen anyagból készült ingen mintegy 41 ezer ilyen gyűrű van, amelyek 10 °C-kal is képesek csökkenteni a testfelület hőmérsékletét. (Ezek a polimergyűrűk mellesleg az ibolyántúli sugárzás ellen is védőhatást fejtenek ki.)

### Védelem láng és fröccsenő fémolvadék ellen
Öntödei munkások, hegesztők és más, ezekhez hasonló veszélyeknek kitett emberek védőruházatának fontos része az olyan, külső rétegként viselt textilanyag, amely nem gyulladhat meg és véd a kifröccsenő forró olvadék hatása ellen is. Ezeket a textíliákat olyan szálasanyagok felhasználásával készítik, amelyek égésgátló tulajdonságúak, és a kelmét fém- (többnyire alumínium-) bevonattal látják el.

### Szél- és vízzáró ruházatok (softshell, hardshell)

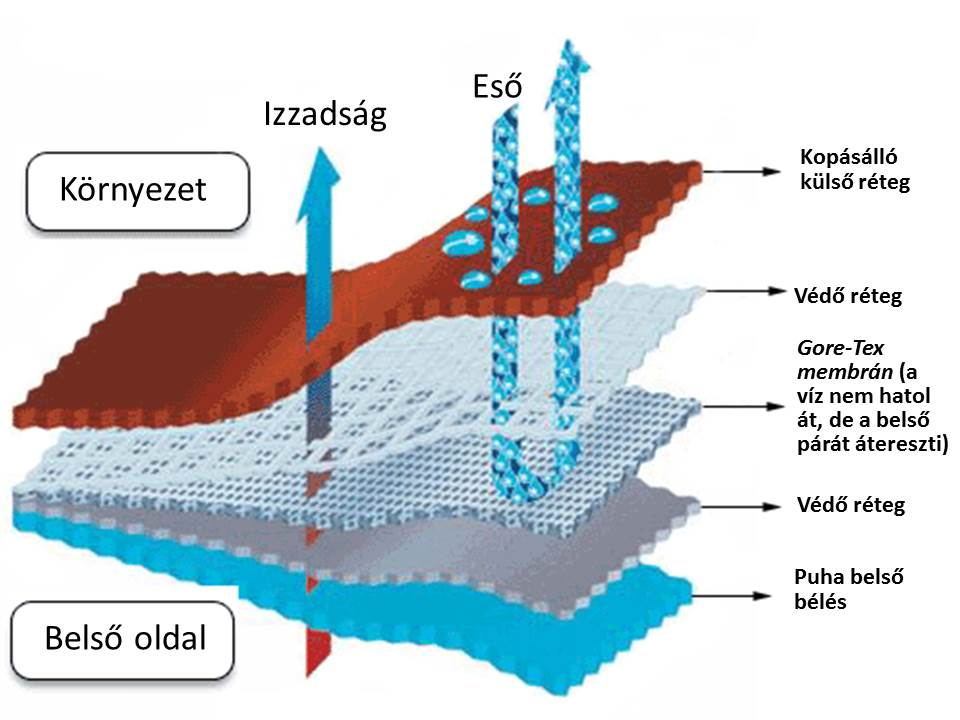
Lélegzőképes membrán működési elve

A víz behatolása elleni védekezésül a textiliparban hagyományosan két eljárás terjedt el: a vízhatlanítás és a vízlepergető kikészítés.
A vízhatlanítást úgy érik el, hogy a kelme pórusait vizet át nem engedő, összefüggő réteggel vonják be. Erre lenolajkencét vagy természetes vagy mesterséges kaucsukot („gumírozás”) vonják be. A vízlepergető kikészítés azt jelenti, hogy a kelmét alkotó szálak felületét víztaszító anyaggal (paraffin- és viaszemulzió, karbamid-formaldehid műgyanták, szilikonok) vonják be anélkül, hogy a pórusokat is eltömnék, vagy víztaszító (hidrofób) csoportokat kötnek kémiailag a szálakhoz. A vízlepergető kikészítéssel ellátott textíliák nem vízzárók, de felületüket a víz csak cseppek formájában boríthatja be és ezek gyorsan lecsurognak.
Ezek az eljárások többnyire nem adnak tartós eredményt. A vízhatlanító réteg idővel lekopik, a vízlepergető bevonat többszöri mosás hatására eltűnik. A sportszerboltokban beszerezhető vízlepergető hatású spray-k, amelyekkel a ruhát kívülről be kell permetezni, szilikon bázisú termékek, amelyek azonban szintén nem biztosítanak tartós hatást.
A korszerű és valóban tartós megoldás a víz- és kívülről légzáró, „lélegzőképes” membránok alkalmazása. Ezek vékony, néhány század- vagy ezredmilliméter vastagságú hártyák, amelyeket a kelme belső oldalára kennek fel. A ruhaiparban alkalmazott membránok porózus műanyagfóliák, amelyek legfőbb tulajdonsága, hogy vízzárók, de a levegőt áteresztik. A Gore-Tex membránok pórusai olyan aprók (1,4 millió db/cm²), hogy a vízcseppek nem férnek át rajtuk, de a pára sokkal kisebb vízmolekulái igen. A membránok másik, nem porózus fajtája (pl. Sympatex) 0,010-0,015 mm vastagságú poliészter-éter fólia, nagyon kopásálló és kevésbé érzékeny a varrótű átszúrására, mint a porózus membrán. A poliészter kristályos vázat alkot (ez adja a szilárd vázat), a poliéter molekulák rendezetlenül helyezkednek el és a pára (vízgőz) hatására megnyílnak, áteresztik a vízmolekulákat. Ha nincs vízgőz, újra összezáródnak és a vízcseppeket nem engedik át.
A szél behatolása ellen leghatékonyabban a belülről membránnal bevont kelmék felelnek meg, amelyek ugyanakkor nem gátolják meg a ruhadarab szellőzését. Például a rendkívül vékony (mindössze néhány mikrométer vastagságú) Windstoppermembrán anyaga poli(tetrafluoretilén) (PTFE), amely négyzetmilliméterenként több mint 2 millió mikroszkopikus méretű pórust tartalmaz, ezeken át a belső pára eltávozhat, de az erős külső légáramlat behatolásának gátat szab.

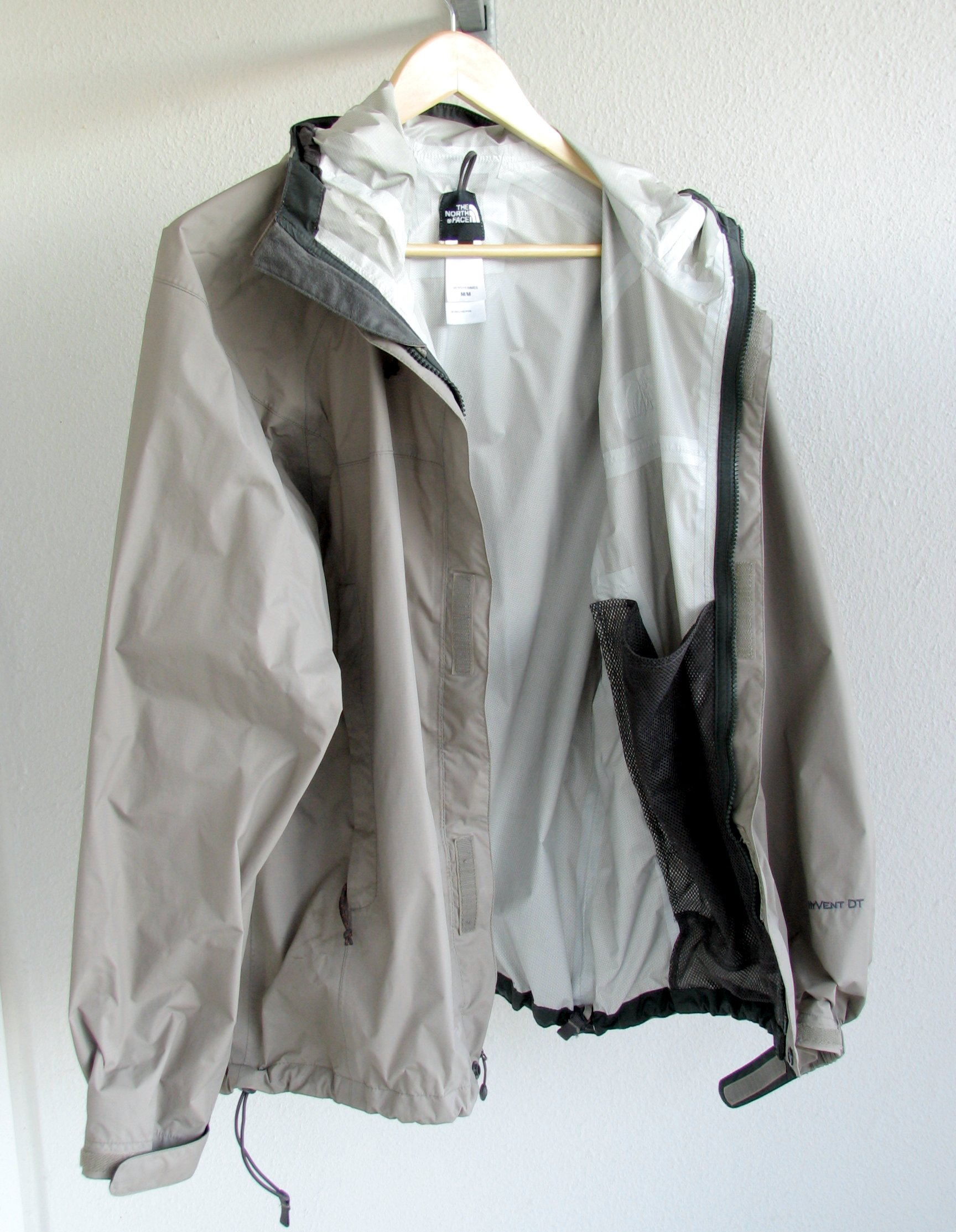
Hardshell dzseki

A funkcionális sportruházati cikkek esetében két kategóriát szokás megkülönböztetni: a softshell és a hardshell kivitelt.
A softshell ruhadarabok a három fő funkciót (az izzadság kivezetését, a vízállóságot és a szél behatolásának megakadályozását) többnyire egy rétegbe összpontosítva valósítják meg. Emellett valamelyest melegtartók is. Fő jellemzőik:
- közepesen szélállók,
- nem vízhatlanok, de vízlepergetők,
- esetleg lélegző képesek,
- közepes hőszigetelő képességűek,
- rugalmasak,
- könnyűek.

A hardshell ruhadarabok ezzel szemben az említett három fő funkciót többnyire több réteg kombinációjával valósítják meg. Fő jellemzőik:
- jó szélállók,
- vízhatlanok, de egyúttal légáteresztők is,
- jó hőszigetelők, melegtartók,
- a softshell termékeknél kevésbé rugalmasak,
- viszonylag könnyűek, bár a softshell termékeknél természetesen nehezebbek.

Ezeknek a termékeknek a konfekcionálásánál is nagy gonddal ügyelnek arra, hogy a varratok is tökéletesen vízzárók legyenek; legtöbbször hegesztett varratokat, takart cipzárakat és gombolásokat alkalmaznak rajtuk.

### Az ibolyántúli sugárzás ellen védő textilanyagok

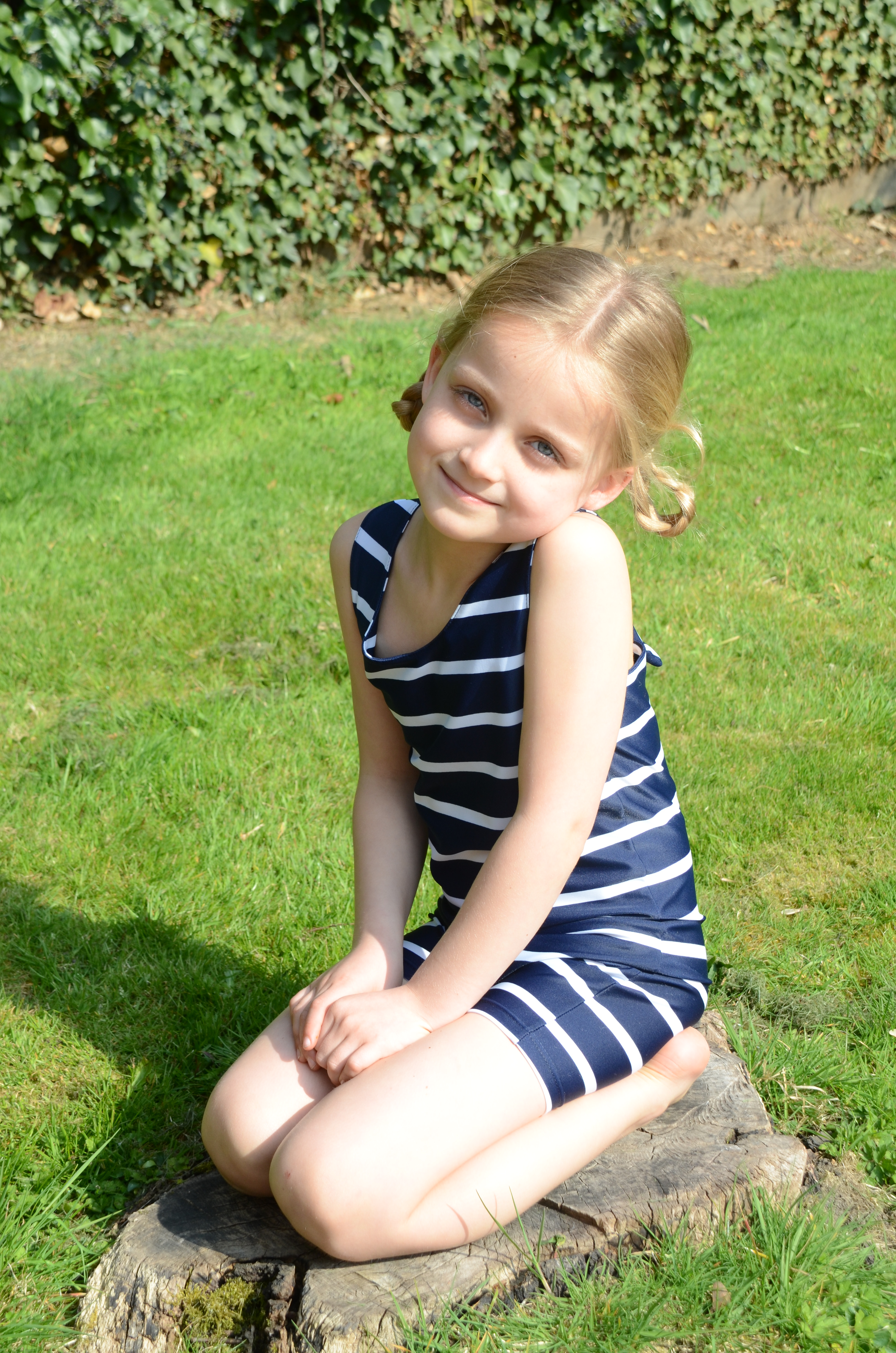
Gyerek-fürdőruha ibolyántúli sugárzás ellen védő anyagból

Olyan helyeken, ahol nagyon erős a Napból érkező ibolyántúli sugárzás, ennek hatása ellen védeni kell az emberi testet, mert ismert tény, hogy a túlzott besugárzás rákot okozhat. Ebből a szempontból főleg a 320–400 nm hullámhosszúságú, ún. UV-A ill. a 290–320 nm hullámhosszúságú UV-B sugárzás veszélyes; az előbbi a leégésben és a bőr öregedésében játszik szerepet, az utóbbi a bőr hólyagos leégéséért felel, emellett a bőr korai öregedésének, a bőrrák kialakulásának az esélyét is növeli. Az ibolyántúli sugárzás egyes textilanyagokra nézve is káros, például a poliamidon fotooxidációt idéz elő, aminek következtében a szál veszít szilárdságából, rugalmasságából és el is színeződik. Ezt a káros hatást a mesterséges szálak anyagába beépített színtelen UV-abszorbens anyagokkal küszöbölik ki, amelyek elnyelik a nagy energiájú, rövid hullámhosszú UV-sugarakat és ártalmatlan, nagyobb hullámhosszúságú sugárzássá alakítják át. Jótékony hatása van a titán-dioxid részecskék bevitelének is, amit a mesterséges szálasanyagok fényének tompítására használnak, valamint egyes kerámiaanyagoknak is, mert ezek visszaverik a fénysugárzást az anyagról. Ma már nagyszámú UV-védő szer áll a textilipar rendelkezésére, mindenféle nyersanyag számára. Ezek nemcsak a mesterséges szálak gyártásában alkalmazhatók, hanem utólag is felvihetők a textilanyagra a színezés, kikészítés során.
Az UV-sugarak elleni védelem összefügg a kelmeszerkezettel is, elsősorban a kelme vastagságával, sűrűségével és felületi kialakításával. Az ibolyántúli sugárzás hatása függ attól is, hogy a textília száraz-e vagy nedves. Nedves állapotban a hatás erősebb, mert a szálak nedves állapotban megduzzadnak és így nagyobb felületet kínálnak a sugárzás hatásának, másrészt a víz csökkenti a sugarak szétszóródását, így elősegíti a sugarak behatolását.
A világszerte egységesen használt, az Egészségügyi Világszervezet által meghatározott ún. UV-index 0 és 11+ közötti tartományba sorolta az UV-sugárzás erősségét:
| UV index | A veszélyesség mértéke                             | Javasolt védekezés                                                                         |
| -------- | -------------------------------------------------- | ------------------------------------------------------------------------------------------ |
| 0–2      | Az átlagember számára veszélytelen érték           | UV védelemmel ellátott szemüveg használata javasolt                                        |
| 3–5      | Minimális kockázatot jelentő UV-sugárzás           | Árnyékos helyet célszerű keresni                                                           |
| 6–7      | Védelem nélkül kockázatot jelentő UV-sugárzás      | Jól árnyékoló kalap, zárt öltözék viselése vagy hatásos fényvédő krém használata szükséges |
| 8–10     | Védelem nélkül nagy kockázatot jelentő UV-sugárzás | UV-védelemmel ellátott ruházat használata szükséges                                        |
| 11+      | Különlegesen nagymértékű, veszélyes UV-sugárzás    | UV-védelemmel ellátott ruházat használata szükséges                                        |

Az UV-sugárzás hatása elleni védelmet a szabványos körülmények között és szabványosított módszerrel megállapított UPF (UV Protecting Factor) vagy SPF (Sun Protective Factor) értékkel jellemzik. Eszerint 3 csoportot különböztetnek meg:
| UPF érték | Védelmi fokozat | Át nem engedett UV-sugárzás (%) |
| --------- | --------------- | ------------------------------- |
| 15–24     | Jó              | 93,3–95,9                       |
| 25–39     | Nagyon jó       | 96,0–97,4                       |
| 40–50+    | Kiváló          | 97,5–98+                        |

### Védelem a kémiai és biológiai hatások ellen
Ezeknek az öltözékeknek a célja az, hogy megakadályozza az egészségre veszélyes vegyi anyagoknak az emberi testtel való közvetlen érintkezését. Ilyen veszélyeknek vannak kitéve például
- a mezőgazdaságban dolgozók az egészségre ártalmas növényvédő szerek használata miatt,
- a vegyi üzemek és laboratóriumok alkalmazottai, ha veszélyes vagy egészségkárosító vegyi ill. biológiai anyagokkal kell dolgozniuk,
- a teherautó-vezetők, ha veszélyes vagy egészségre káros vegyi anyagokat kell szállítaniuk,
- a katasztrófavédelemben dolgozók, ha vegyi anyagoktól való mentesítést kell végezniük,
- a katonák, ha vegyi vagy biológiai fegyverek ellen kell védekezniük stb.

Ezek a veszélyes anyagok megtámadhatják a szemet, a tüdőt, a nyálkahártyákat, a bőrt stb., bekerülhetnek az élelmiszerekbe, és különböző betegségeket okozhatnak.
Az ezek ellen védő ruházatok általában három rétegből állnak:
- egy külső rétegből, amely elsősorban a mechanikai és környezeti hatások ellen véd, katonai ruházatok esetében az álcázást is ellátja,
- egy középső rétegből, amely a tulajdonképpeni védelmet nyújtja a káros anyagok behatolása ellen, valamint
- egy belső rétegből, amely a testtel közvetlenül érintkezik és a viselési kényelem javítását célozza.

Fontos, hogy a három réteg harmonikusan működjék együtt. A külső réteg – az alkalmazás helyének megfelelően – lehet például vízlepergető kikészítésű (amely nem csak a víz hanem, a folyékony vegyi anyagok behatolása ellen is véd). A középső réteg lehet olyan membrán, amely a folyadékok behatolását megakadályozza, de a pára kiáramlását lehetővé teszi, vagy olyan speciális kezelésű, membrán bevonatú textília, amely nem engedi át a mérges gázokat (pl. a mustárgázt).
A vegyi és biológiai hatások ellen védő ruházatok fejlesztésének nagy lökést adott a katonai alkalmazás, aminek fontosságára a világ egyes részein kialakult fegyveres konfliktusok hívták fel a figyelmet. Az ezzel kapcsolatos nagyarányú kutató-fejlesztő munka az 1960-as években kezdődött meg, azóta is folyamatosan tart, és ennek eredményeit a polgári használatra szánt védőruháknál is hasznosítják. A kémiai és biológiai védelmet nyújtó ruházatok anyagában nagy szerepe van az aktív szénnek, mert ez kiválóan adszorbeálja a veszélyes vegyi anyagokat.
Nagy jelentősége van ezeknél a ruhadaraboknál a tökéletes záródásnak, ami a konfekcionálás elé állít feladatokat: a ruhadarab egyes részeinek összeerősítéséhez tökéletesen záródó illesztéseket kell alkalmazni. Erre a célra legjobban a hegesztett varratok felelnek meg.

### Elektromosságot vezető textilanyagok
Az intelligens ruházatok egyre szélesebb körű elterjedése szükségessé tette, hogy olyan textilanyagokat fejlesszenek ki, amelyek valamilyen mértékben vezetik az elektromosságot. A textíliák alapanyagát képező szálasanyagok azonban általában nem vezetők, ez alól csak a fémszálak, a fémbevonatú szálak, a szénszálak, valamint az elektromos vezetőképességűvé tett szintetikus szálasanyagok kivételek. A fejlesztések tehát az ilyen szálasanyagok létrehozására, textilipari alkalmazásuk megalapozására irányulnak. Ezeknek a szálaknak a felhasználásával állítják elő az elektrosztatikus feltöltődést megakadályozó ruházatokat, az elektroszmog elleni árnyékoló textíliákat, az áramütés veszélye ellen védő ruhákat stb. Fontosak egyes műszaki textíliák gyártásában is, amelyeket az információs technikában, érzékelők gyártásában alkalmaznak.
Rendkívül vékony (néhány század- vagy tizedmilliméter vastagságú) fémhuzalok egyes textilipari eljárásokkal (szövés, kötés, fonatolás) feldolgozhatók és ezekből kelmék gyárthatók. Vannak olyan alkalmazási területek, ahol a kelme tisztán fémhuzalból áll (pl. kábelek árnyékoló bevonata, elektromágneses sugárzás ellen védő árnyékoló kelmék stb.), más esetekben a fémszálakat más szálasanyagokkal (pamuttal, poliészterrel stb.) együtt fonják, ismét más esetekben nem vezetőképes szálasanyagból font fonalat nagyon vékony fémhuzallal cérnáznak össze és így állítanak elő vezetőképes fonalat, amiből azután kelme készíthető. Ismert eljárás az is, amikor a fémhuzalt, mint „magfonalat” nem vezetőképes (pl. pamut-) szálakkal burkolják körül. Azokat a ruházati termékeket, amelyeknél az elektromos vezetőképességre szükség van, általában ilyen fonalakból ill. cérnákból készítik. A fémszálak ezekben az esetekben általában rézből, bronzból, alumíniumból, ezüstből vagy rozsdamentes acélból készülnek.
Széles körben használatosak a fémezett szálak is. Ezek nem vezetőképes szintetikus filamentek vagy nagyon vékony és keskeny polimerszalagok, amelyeket néhány nanométer vastagságú fémbevonattal látnak el. A fémbevonatot galvanizálással vagy fémsók felvitelével állítják elő. Ugyanilyen eljárás alkalmazható már elkészült kelmén is. A fémbevonat anyaga lehet réz, ezüst, alumínium, vagy valamilyen ötvözet (pl. réz-nikkel). Fémezett fonalakat használnak például sztatikus elektromosság levezetésére alkalmas ruházatokban, fémezett kelmékből védőruhák, elektromágneses sugárzás elleni árnyékolások, szűrők, elektródák stb. készülnek. Fémezett fonalak hímzőfonalként történő alkalmazásával elektromosan vezető hálózat is kialakítható egy kelmén. Újabban olyan digitális nyomási eljárást is kidolgoztak, amellyel vezetőképes anyagból lehet vezetékhálózatot rányomtatni egy kelmére.
A szintetikus szálasanyagok gyártása lehetővé teszi, hogy a szálképzést megelőzően a megolvasztott polimerbe olyan anyagot (pl. szén nanocsöveket, fém- vagy fémoxid-részecskéket) keverjenek, amely önmagában elektromosan vezetőképes és ezzel tegyék vezetőképessé magát a kész szálat. Ennek a módszernek előnye, hogy a vezetőképesség nem függ a szál ill. a környezet nedvességtartalmától. Nagyon fontos, hogy a vezetőképes anyag tökéletesen homogén eloszlású legyen a szál belsejében.
Előállíthatók olyan, szálképzésre is alkalmas polimerek, amelyek molekulaszerkezetét úgy alakítják át, hogy vezessék az elektromosságot. A polimer anyaga eredetileg nem tartalmaz töltéshordozót, ezért a vezetőképesség létrehozása érdekében a polimer láncmolekuláját részleges oxidációval módosítják és elektronfelvevő vagy elektronleadó atomcsoportokat építenek be a láncba.

### Bioaktív textilanyagok
Az ezüst antibakteriális hatása már jó ideje ismert. A textilipar ennek felhasználására olyan módszereket fejlesztett ki, amelyek vagy a szálasanyagokba juttatnak ezüstionokat, vagy utólag viszik fel azokat a szálak felületére. Az ilyen anyagokból készült ruhaneműk (elsősorban alsóruházati cikkek, zoknik) előnye, hogy egyrészt meggátolják a szervezetre káros baktériumok megtelepedését a bőrön, másrészt megakadályozzák a mikroorganizmusok bomlása folytán keletkező izzadságszag keletkezését. (Egyes félrevezető reklámokkal szemben azonban nem gátolják meg magát az izzadságképződést!) A szálakba beépített ezüstrészecskék előnye a felületre felvitt ezüsttel szemben, hogy azok tartósan bent maradnak, a mosások során sem távoznak.
A közvetlenül a testtel érintkező ruhadarabok alkalmasak lehetnek arra, hogy olyan anyagokat juttassanak a szervezetbe, amelyek ott jótékony hatást fejthetnek ki. Kifejlesztettek például olyan nagy rugalmasságú kötött kelmét, amely szorosan a testre simulva mozgás közben masszírozó hatást fejt ki. A masszírozás serkenti a vérkeringést és ezzel csökkenti a zsírlerakódás és a narancsbőr kialakulásának veszélyét. Egy másik típusú, szintén közvetlenül a testen viselt alsóruha (egybeszabott nadrág és felsőrész) kelméjét zöld teából, barackból és kávébabból készült kivonattal telítenek, amivel az anyagcserét és a bőr vízháztartását javítják. Más fejlesztések eredményeként koffein-, alga-, aloe vera- stb. kivonatot visznek be mikrokapszulákban a textilanyagba, ahonnan ezek a bőrbe hatolva szintén jótékony hatást fejtenek ki.
Egyes biopolimerekből (kitozán, kollagén, polikaprolakton stb.) képzett mikroszálak alkalmasak arra, hogy a belőlük készült kötszerekbe sebgyógyulást elősegítő gyógyszereket juttassanak a sérült bőrbe.

### Érzékelők textilanyagokban
A ruházatban elhelyezett szenzorok olyan készülékek, amelyek érzékelnek valamely fizikai mennyiséget és azt olyan jellé alakítják át, amely egy távoli megfigyelő számára továbbítható és általa értelmezhető, vagy amely egy másik készüléket működtethet.
Elterjedtek például azok a közvetlenül a testen viselt textíliába épített érzékelők, amelyek a különböző életfunkciókat (vérnyomás, pulzusszám, légzés szaporaság stb.) érzékelik és az ezekre vonatkozó adatokat – általában mikrohullámú kapcsolat révén – egy távoli megfigyelőhöz továbbítják. Ilyet használnak például sportolók edzés közben: az adatokat az edző figyeli és aszerint irányíthatja az edzési munkát, de felhasználják az orvosi gyakorlatban is, amikor egy – például otthon fekvő – beteg állapotát kell folyamatosan figyelni.
A textíliákba épített érzékelők egy másik csoportját a nyomásérzékelők képviselik. Ezek működése vagy az elektromos kapacitás, vagy a villamos ellenállás változásain alapul. Lehetnek olyan elektromos kapcsolók, amelyek billentyűkként működnek és például beépített számítógép, rádióadó, iPod stb. működtetésére szolgálnak, vagy amelyek valamely testrész fizikai terhelését mérik és azt továbbítják egy távoli megfigyelőhöz. Az utóbbira példa a zokniba épített érzékelő és jeladó, amit futók használnak edzés közben, és aminek segítségével kiértékelhető, milyen futási technikával kímélhetik legjobban a lábukat és érhetnek el jobb eredményt. Ökölvívók edzéséhez fejlesztették ki azt a bokszkesztyűt, amelybe nyomásérzékelőt helyeztek el az ütőerő mérésére és kimutatására.
A szenzorok alkalmazása a textíliákban nagyarányú fejlesztés alatt áll és rendre jelennek meg a legújabb alkalmazási területek és műszaki megoldások.